# Balada triste de trompeta
Balada triste de trompeta (2010) és una pel·lícula dirigida per Álex de la Iglesia, que es va començar a rodar el 18 de gener de 2010. El seu rodatge va tenir lloc a Madrid, Alcoi i als estudis Ciutat de la Llum (Alacant). Es converteix en el primer film d'Álex de la Iglesia en el qual no treballa al costat de Jorge Guerricaechevarría.
La pel·lícula va obtenir el Lleó de Plata a la millor direcció i el premi al millor guió en el Festival Internacional de Cinema de Venècia de 2010.
Es va estrenar a Espanya el dia 17 de desembre de 2010 i als Estats Units a la primavera de 2011.

## Repartiment
- Carlos Areces com Javier
- Antonio de la Torre Martín com Sergio
- Carolina Bang com Natalia
- Santiago Segura com el pare d'en Javier
- Manuel Tallafé com Ramiro
- Alejandro Bòbila com Motorista fantasma
- Manuel Tejada com Cap de Pista
- Sancho Gracia com Coronel Salcedo
- Gràcia Olayo com Sonsoles
- Enrique Villén com Andrés
- Paco Sagarzazu com Anselmo
- Terele Pávez com Dolores
- Luis Varela com el veterinari
- Fernando Guillén Cuervo com El Capità
- Fofito com el Pallasso Llest

## Palmarès cinematogràfic
Festival de Cinema de Venècia del 2010Lleó d'Argent a la millor direcció i Lleó d'Argent al millor guió.
XXV Premis Goya
| Categoria                                | Persona                                                       | Resultat   |
| ---------------------------------------- | ------------------------------------------------------------- | ---------- |
| Goya a la millor pel·lícula              | Goya a la millor pel·lícula                                   | Candidata  |
| Goya al millor director                  | Álex de la Iglesia                                            | Candidat   |
| Goya al millor actor                     | Antonio de la Torre Martín                                    | Candidat   |
| Goya a la millor actriu                  | Terele Pávez                                                  | Candidata  |
| Goya a la millor actriu revelació        | Carolina Bang                                                 | Candidata  |
| Goya al millor guió original             | Álex de la Iglesia                                            | Candidat   |
| Goya a la millor música original         | Roque Baños                                                   | Candidat   |
| Goya a la millor fotografia              | Kiko de la Rica                                               | Candidat   |
| Goya al millor muntatge                  | Alejandro Lázaro                                              | Candidat   |
| Goya a la millor direcció artística      | Edou Hydallgo                                                 | Candidat   |
| Goya a la millor direcció de producció   | Yousaf Bokhari                                                | Candidat   |
| Goya al millor disseny de vestuari       | Paco Delgado                                                  | Candidat   |
| Goya al millor maquillatge i perruqueria | José Quetglás Pedro Rodríguez "Pedrati" Nieves Sánchez Torres | Guanyadors |
| Goya al millor so                        | Charly Schmukler Diego Garrido                                | Candidats  |
| Goya als millors efectes especials       | Reyes Abades Ferrán Piquer                                    | Guanyadors |